# Johnny McAfee
John Morgan (Johnny) McAfee (Dallas, 24 juli 1913 – ?) was een Amerikaanse jazz-saxofonist en -zanger in het bigbandtijdperk.
McAfee studeerde musicologie aan Baylor University in Waco. Hij was actief in de orkesten van Johnny Hamp, Leighton Noble, Chick Floyd, Tony Pastor, Harry James en Eddy Duchin.